# كازويا مياهارا
كازويا مياهارا (باليابانية: 宮原 和也) (22 مارس 1996 في هيروشيما في اليابان – )؛ هو لاعب كرة قدم ياباني سابق كان يلعب كلاعب وسط.

## وصلات خارجية
- كازويا مياهارا على موقع الاتحاد الدولي (مؤرشف)  (الإنجليزية)
- كازويا مياهارا على موقع رابطة كرة القدم اليابانية للمحترفين (اليابانية)
- كازويا مياهارا على موقع قاعدة بيانات كرة القدم.إي يو (الإنجليزية)
- كازويا مياهارا على موقع Soccerway.com (الإنجليزية)
- كازويا مياهارا على موقع عالم كرة القدم.نت (الإنجليزية)
- كازويا مياهارا على موقع كووورة
- كازويا مياهارا على موقع AS.com (الإسبانية)